# Rituparno Ghosh
Rituparno Ghosh (Calcuta, 31 de agosto de 1963 - Calcuta, 30 de mayo de 2013) fue un director de cine bengalí indio. Después de obtener un título en economía, comenzó su carrera como artista creativo en una agencia de publicidad. En 1992, debutó en el cine con la película Hirer Angti. En 1994 lanzó su siguiente película llamada Unishe April, la cual ganó el Premio Nacional de Cine a la Mejor Película.
Ghosh confesó ser fan de Satyajit Ray. En su carrera de casi dos décadas ganó 12 premios, tanto nacionales como internacionales. Ghosh murió el 30 de mayo de 2013 en Calcuta después de sufrir un ataque al corazón.

## Exnlaces externos
- Wikimedia Commons alberga una categoría multimedia sobre Rituparno Ghosh.
- Rituparno Ghosh en Internet Movie Database (en inglés).
- Rituparno Ghosh en X (antes Twitter)

- Datos: Q32923
- Multimedia: Rituparno Ghosh / Q32923